# نيسان موتور إيبيريكا
نيسان موتور إبيريكا (بالإسبانية: Nissan Motor Ibérica S.A)‏ هي شركة إسبانية تابعة لشركة نيسان موتورز تعمل كموزع لسيارات نيسان كما تقوم بإنتاج السيارات والشاحنات الخفيفية، يقع مقر الشركة الرئيسي في منطقة زونا فرانكا الصناعية في مدينة برشلونة الاسبانية وتتواجد مصانع تجميع أخرى للشركة في أفيلا في منطقة قشتالة وليون. بلغ عدد الموظفين بالشركة عام 2010 نحو 5200.  فيما بلغ الإنتاج نحو 132،149 مركبة في عام 2008. تستخدم نيسان اختصار NMISA للشركة.
في مايو 2020 ، أعلنت شركة نيسان موتور عن إغلاق مصنعها في برشلونة ، مما أدى إلى فقدان حوالي 3000 وظيفة كجزء من خطة إعادة الهيكلة العالمية.  وقدرت الحكومة الإسبانية أن إغلاق مصنعها في برشلونة قد يكلف نيسان أكثر من مليار يورو (1.10 مليار دولار). 